# John Rosengrant
John Rosengrant é um especialista em efeitos especiais norte-americano. Como reconhecimento, foi nomeado ao Oscar 2012 na categoria de Melhores Efeitos Visuais por Real Steel.